# Claude Ryf
Claude Ryf (* 18. März 1957 in Lausanne) ist ein Schweizer Fussballtrainer und ehemaliger Fussballspieler.

## Spielerkarriere

### Vereine
Ryf spielte in seiner Karriere bei drei Vereinen, zuerst bei Renens, dann bei Lausanne und Xamax. Nach seinem Wechsel zu Lausanne im Jahr 1978 absolvierte er dort die meisten Spiele seiner Karriere und gewann 1981 den Schweizer Cup. Bei Lausanne war er zuletzt Captain. Im Juli 1985 wechselte er nach Neuchâtel zu Xamax. Bei Xamax erlebte er seine erfolgreichste Zeit, er wurde zweimal Schweizer Meister (1986/87 und 1987/88).

### International
Ryf spielte insgesamt 13 Mal für die Schweizer Nationalmannschaft.

## Trainerkarriere

### Vereine
1992 begann Ryf seine Trainerkarriere bei Étoile Carouge, das damals in der zweithöchsten Schweizer Liga spielte. Carouge verliess er 1995. Er wechselte zum FC Yverdon, damals ein Spitzenteam in der NLB. Im Herbst 1996 entschied er aufgrund von Differenzen mit dem Präsidenten, den Verein zu verlassen. Ryf hatte damals noch einen Vertrag bis 1997. 1997 wechselte er wieder zu einem Team in der NLB, dem FC Baden, den er nach einer Saison wieder verliess. 1998 wurde er beim NLA-Club BSC Young Boys angeworben. Von den Bernern wurde er entlassen, die Young Boys stiegen damals in die NLB ab. Er stiess 1999 zum FC Wil, der damals in der NLB spielte. Bei den Ostschweizern blieb er für zwei Saisons bis 2001 und wechselte schliesslich 2002 zu Xamax nach Neuenburg, wo er bis Februar 2004 blieb, als er als Trainer auf dem letzten Tabellenplatz entlassen wurde.

### International
Claude Ryf ist seit 2006 Trainer diverser Nachwuchsmannschaften des Schweizerischen Fussballverbands, zuletzt auch als Co-Trainer.

## Titel und Erfolge
Neuchâtel Xamax
- 2 × Schweizer Meister (1986/87 und 1987/88)

FC Lausanne-Sport
- Schweizer Cup (1980/81)